# Boarmia serratilinea
Boarmia serratilinea là một loài bướm đêm trong họ Geometridae.